# Chiara Nepi
Chiara Nepi (Pistoya, 10 de mayo de 1958) es una botánica, profesora, taxónoma, conservadora y exploradora italiana.

## Carrera
En 1977, diploma de educación científica. En 1984, licenciada en Ciencias Agrícolas por la Universidad de Florencia. Se tituló de doctora en Filosofía en biosistemática vegetal (ciclo II, 1985-1988) con una tesis sobre el género Rosa en Toscana. Desde 1988, es conservadora en el Museo Botánico (ahora Sección Botánica del Museo de Historia Natural de la Universidad de Florencia), tras un concurso público.
Fue Jefa de la Sección Botánica, a partir de septiembre de 2004 a diciembre de 2007. De nuevo Administradora de octubre de 2010. Desarrolla actividades académicas y científicas, como responsable de la conservación, manejo y estudio de las colecciones pertenecientes a la Sección de Botánica, incluyendo su catalogación y gestión de inventario, así como el enlace a las muestras tipo digitalizadas. Individualmente o en colaboración con otros investigadores, responsable de la representación de las plantas en el arte, su identificación y significado. Ha ocupado y dado seminarios como parte de los cursos de Museología Naturalista de la Universidad de Florencia y la de Siena. Ha seguido, como correlator, en tema de tesis como parte de las colecciones museológicas sección.Editó (en colaboración con otros) numerosas exposiciones, tanto de la Sección y externas.

## Algunas publicaciones
- p. Cuccuini, chiara Nepi, m.n. Abuhadra, l. Cecchi, h. Freitag, e. Luccioli, m. Maier Stolte, r. Marcucci, l. Peruzzi, l. Pignotti,  a. Stinca, b. Wallnöfer, j. Wood. 2015. The Libyan Collections in FI (Herbarium Centrale Italicum and Webb Herbarium) and Studies on the Libyan Flora by R. Pampanini – Part 1 -Historical and Museological Notes -The original material of new taxa conserved in the herbarium -Proposals for typification and documentation of typifications already made (Filices and Phanerogams, families from A to M). Bocconea 27 (2): 3 - 132.

- g. Galasso, chiara Nepi, g. Domina, l. Peruzzi. 2015. Notulae alla flora esotica d’Italia: 12 (244-287). Iinformatore Botanico Italiano 47 (1): 77 - 90.

- chiara Nepi, maria adele Signorini. 2015. L'Allegoria della Virtù: l'erbario di Jacopo Ligozzi. Publicó Centro Di Firenze. Ed. Francesca De Luca, Marta Onali, p.70 - 75.

- chiara Nepi. 2010. Osservazioni botaniche. En P. BISCOTTINI (a cura di), Filippo Lippi. La Natività. Catalogo della mostra, Silvana Editoriale, Cinisello Balsamo (MI): 63-65.

- stefano Casciu, Chiara Nepi. 2008. Stravaganti e bizzarri: ortaggi e frutti dipinti da Bartolomeo Bimbi per i Medici. Contribuidor Ilaria Della Monica. Publicó Edifir Edizioni, 159 p. ISBN 887970365X, ISBN 9788879703659

- pietro Cuccuini, chiara Nepi. 2006. The Palms of Odoardo Beccari. Quaderni di botanica ambientale e applicata. Contribuidor Università di Palermo. Dipartimento di scienze botaniche, publicó Università, 251 p.

- ------------------, -------------. 1999. Herbarium Centrale Italicum (The Phanerogamic Section): The Genesis and Structure of a Herbarium. Florencia.

- chiara NepiLe. 1996. segnalazioni floristiche italiane dal 1978 al 1995: indici e commenti. Pubblicazione del Museo botanico 110. Publicó Società botanica italiana, 67 p.

- ----------------, pietro Cuccuini. 1992. Collectors and Collections in the Herbarium Centrale Italicum (phanerogamic Section): An Annotated List of Plant Collectors and Collections. Publicó Museo botanico dell'Universita, 110 p.

- ----------------. 1990. I modelli di piante in cera del Museo botanico dell'Università degli Studi di Firenze (Sez. Botanica del Museo di Storia Naturale), v. 3 de I manuali del Museo Botanico Firenze. Ed. Chiara Nepi. Publicó Il Sedicesimo, 22 p.

## Honores

### Membresías[3]
- del Consejo Editorial de la revista Webbia, Departamento de Biología Evolutiva de la Universidad de Florencia.

- Corresponsable del directorio editor de Notulae, de la lista de control de la flora vascular de Italia (anteriormente Informes flora italiana) para la revista Informatore Botanico Italiano.
- Società Botanica Italiana

- La abreviatura «Nepi» se emplea para indicar a Chiara Nepi como autoridad en la descripción y clasificación científica de los vegetales.[4]